# Понт (міфологія)
Понт (грец. Πόντος) — породження Геї, бог, що уособлював море. Від Понта й Геї народилися Нерей, Тавмант, Форкій і титаніди Кето й Еврібія. В Олімпійській релігії Понт мав другорядне значення.